# 대전 님블 WFS
대전 님블 WFS(Daejeon Nimble Women's Futsal Club)는 대한민국 대전광역시에 있는 풋살 선수단이다. 여자 아마추어 풋살단이며, 2012년에 창단되었다.

## 참고 문헌
- “스포츠지원포털 등록 현황”. 대한체육회.
- “KFA 통합경기정보 시스템”. 대한축구협회.